# Can Jep (Tavertet)
Can Jep és una casa de Tavertet (Osona) inclosa a l'Inventari del Patrimoni Arquitectònic de Catalunya.

## Descripció
Casa aïllada dins de la trama urbana de Tavertet. Consta de planta baixa i un pis. Té la teulada dues aigües amb el carener paral·lel a la façana principal. Aquesta té dues obertures per pis, totes elles allindades, i està decorada amb esgrafiats, els quals estan molt malmesos però es pot veure uns quadrats concèntrics. Davant de la casa té un pati delimitat per un mur baix.